# Heterosceles
Heterosceles (anche Heteroscelus) è un genere in disuso della famiglia Scolopacidae. Studi filogenetici hanno, infatti, appurato la stretta parentela con il genere Tringa, in cui è stato incluso da alcune associazioni ornitologiche a partire dal 2006.
Comprendeva due specie:
- Piro-piro asiatico (Heterosceles brevipes, ora Tringa brevipes)
- Piro-piro vagabondo (Heterosceles incanus, ora Tringa incana)